# Касик сельвовий
Касик сельвовий (Cacicus koepckeae) — вид горобцеподібних птахів родини трупіалових (Icteridae). Мешкає в Перу і Бразилії. Вид названий на честь німецької орнітологині Марії Кьопке.

## Опис
Довжина птаха становить 23 см. Забарвлення переважно чорне, на надхвісті золотисто-жовта пляма. Хвіст східчастий, центральні стернові пера на 19 мм довші за крайні. Райдужки блакитнувато-білі. Дзьоб сизий, на кінці дещо світліший. Лапи чорні.

## Поширення і екологія
Сельвові касики мешкають в Перуанській Амазонії, в регіонах Укаялі, Куско і Мадре-де-Дьйос, а також в прилеглих районах бразильського штату Акрі. Вони живуть у вологих галерейних лісах, в заростях на берегах річок та на річкових островах. Зустрічаються поодинці, парами або невеликими зграйками, на висоті від 340 до 660 м над рівнем моря. Ведуть деревний спосіб життя, живляться плодами і нектаром. Гніздування припадає на сухий сезон.

## Збереження
МСОП класифікує стан збереження цього виду як близький до загрозливого. За оцінками дослідників, популяція сельвових касиків становить від 3500 до 15000 птахів. Їм загрожує знищення природного середовища.